# 安原
安原（？—435年11月25日），遼東胡人。北魏官員，父親是北魏征東大將軍安同。官至尚書左僕射，後因謀反被殺。

## 生平
安原個性矜持嚴整，沉著勇敢而多有智略，明元帝時任曾任獵郎，後出監雲中軍事。一次夏國赫連勃勃派兵來攻，安原以數十騎抵抗，殺了對方十多人。明元帝以安原輕敵違反節度而加罪他，但也欣賞他的驍勇，就任命其為將，鎮守雲中。而安原對下屬寛容愛護，故得兵心歸心，更多次成功抵禦柔然進攻，遂以功賜武原侯，加魯兵將軍。
魏太武帝即位後，安原受徵任朝當駕部尚書 ，始光二年（425年），太武帝大舉進攻柔然，五道並進，安原與奚斤以西道經爾寒山進軍，柔然北逃。後升任尚書左僕射，封河間公，加侍中、征南大將軍。始光四年（427年），安原跟從太武帝攻夏國，攻克了夏都統萬城。神䴥二年（429年），安原隨太武帝北攻柔然，柔然逃走，而太武帝此時想進攻在千多里外巳尼陂的高車部落，諸將都認為這難以成功，但太武帝不聽，派了安原與古弼率領一萬騎進攻，大勝而還。延和元年（432年），太武帝進攻北燕，命令安原等在漠南屯兵以防備柔然南攻。
安原在朝未有結黨營私，但他恃寵生嬌，排抑了很多官員。安原曾為兒子請娶盧魯元女兒，但為魯元所拒，安原就以罪狀告他，因牽連甚大而久久未能結案，安原怕不成功，竟想謀反，但風聲洩露，於太延元年十月十九日（435年11月25日）被處死。